# Ignacio Coyne Lapetra

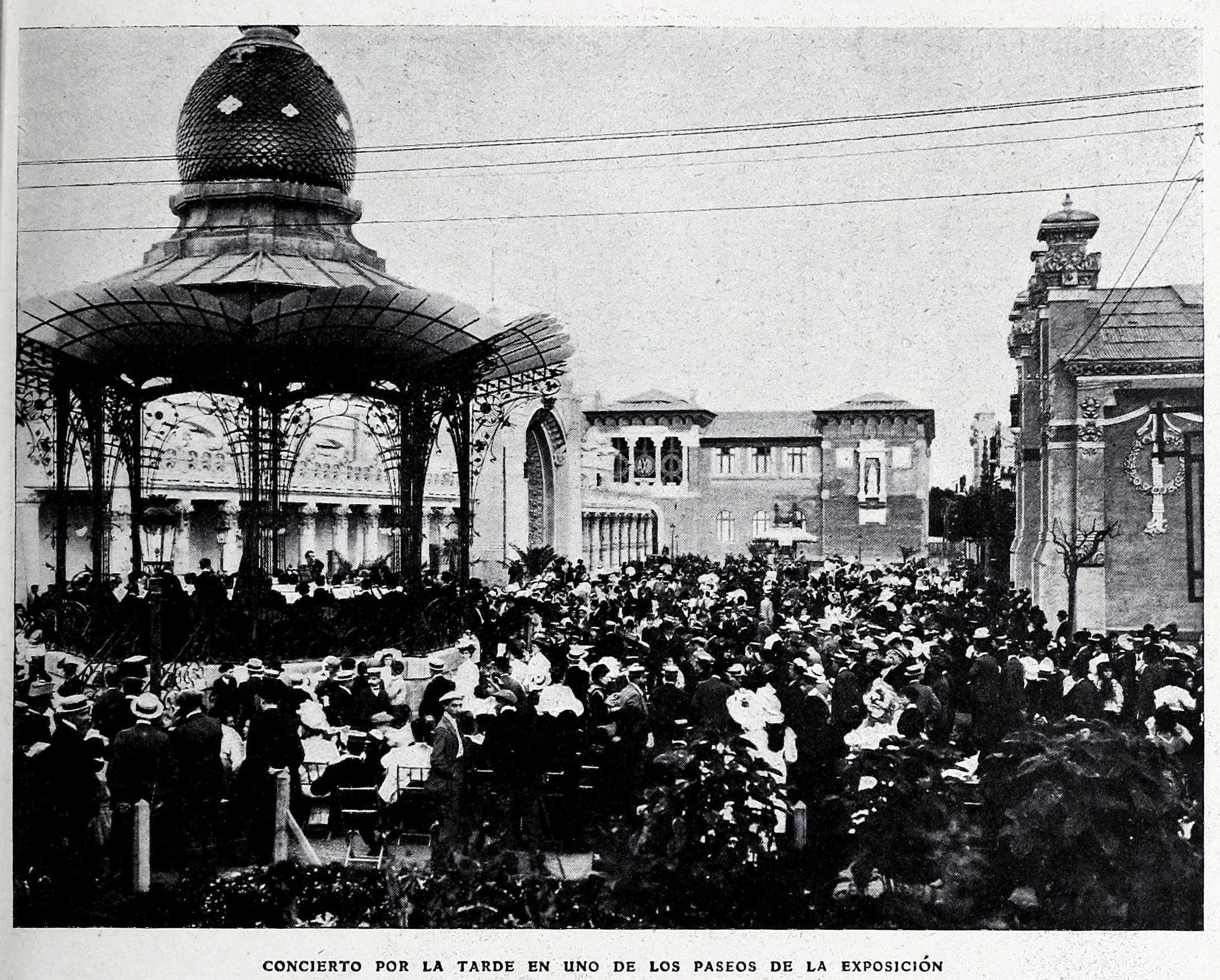
Concierto en la Exposición Hispano-Francesa de 1908

Ignacio Coyne Lapetra (Pamplona 1872 - Zaragoza, 1912) fue un fotógrafo y cineasta aragonés.   

## Infancia y juventud
Nació en Pamplona en 1872, su padre era el fotógrafo Anselmo María de Coyne y Barreras (1830-1896) que desde 1878 regentaba un estudio fotográfico en Zaragoza, junto al fotógrafo Mariano Júdez Ortiz. De ese modo pudo aprender muy joven el oficio y disponer de un negocio floreciente. Además demostró pronto interés por las innovaciones en el campo fotográfico. Sus primeros trabajos fotográficos los realizó en colaboración con su hermano Antonio, que ejerció su actividad fotográfica principalmente en Menton, Francia. En 1908 fue fotógrafo oficial de la Exposición Hispano-Francesa en Zaragoza y realizó un documental sobre la misma.

## De la fotografía al cine
Cuando en 1896 llega el cinematógrafo a Zaragoza se interesó mucho y en 1905 abre la primera sala estable de cine en la ciudad, que denomina Cinematógrafo Coyne. Pero además se dedicó a filmar sus propias películas que en un principio consistían en reportajes sobre la ciudad, animado por el éxito de la experiencia hace hablar a los personajes y recorre el país con el Cine parlante Coyne obteniendo una buena respuesta del público en las ciudades que visitaba. Durante la guerra de África hizo varios reportajes.
Su trabajo en el cine evolucionó desde director de fotografía y guionista a director.
Entre las películas rodadas entre 1905 y 1909, se encuentran:
- Gigantes y cabezudos por la calle de Alfonso
- Inauguración de la Exposición Hispano-Francesa
- Llegada de los Reyes a Zaragoza
- Desde el Coso a la calle Cerdán (Viaje en tranvía)
- Torrero y la Ribera
- Plaza de la Magdalena
- Coso y paseo de Santa Engracia
- Campaña del Rif
- Guerra de Melilla
- Toma del Gurugú
- La Caseta Z
- Vida en el Campamento

Aunque no se conservan películas del cine parlante se conocen algunos de los títulos: Serenata de Fausto, Una marga gitana o El pobre Valbuena.
Murió en Zaragoza el 22 de abril de 1912.